# Beweging van vrije prinsen
De Beweging van vrije prinsen (Arabisch: حركة الأمراء الأحرار, al-Umarā’ al-Aḥrār) was een hervormingsgezinde door het panarabisme geïnspireerde beweging in Saoedi-Arabië die bestond van 1958 tot 1964. De beweging werd geleid door prinsen uit het Huis van Saoed (koningshuis). De leden van deze informele groepering werden vrije prinsen, de jongelingen van Najd, de liberale prinsen of de vrije emirs genoemd.

## Geschiedenis
De beweging stond sterk onder invloed van het door de Egyptische president Nasser uitgedragen panarabisme en progressivisme. De vrije prinsen zagen in Nasser een nieuw type leider en wilden Saoedi Arabië moderniseren. Belangrijke doelstellingen waren de instelling van een constitutionele monarchie en een gekozen parlement. 

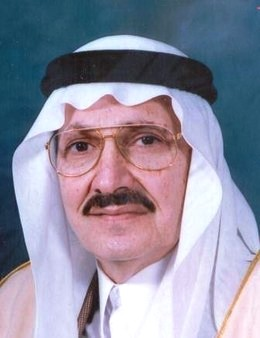
Prins Talal bin Abdulaziz al-Saoed

De Beweging van vrije prinsen kwam in 1958 tot stand door toedoen van de hervormingsgezinde prins Talal bin Abdulaziz al-Saoed (1931-2018), bijgenaamd de "Rode Prins" en telde onder haar leden onder meer de broers van Talal: Nawwaz (1932-2015), Fawwaz (1934-2008) en Badr (1932-2013). Een oudere broer, Abdul Muhsin bin Abdulaziz (1925-1985), die in 1960 minister van Binnenlandse Zaken zou worden, sprak zijn steun uit voor de doelstellingen van de beweging. De latere olieminister Abdullah Tariki (1918-1997) steunde de vrije prinsen evenals de opkomende liberale middenklasse. Onder leiding van prins Talal stelden de vrije prinsen een proeve van een grondwet op voor Saoedi-Arabië. Hierin werd de meeste macht bij de koning weggehaald en zouden de ministers verantwoording schuldig zijn aan een gekozen parlement. Koning Saoed en kroonprins Faisal verwierpen de ideeën van de beweging. 
In het conflict tussen koning Saoed en kroonprins Faisal (1960) wierp de koning zich op als de meer gematigde van de twee. Hij haalde de vrije prinsen terug naar Saoedi-Arabië en maakte prins Talal minister van Financiën en Tariki minister van Olie. Nog enkele leden van de Beweging van vrije prinsen - waaronder een zoon van de koning, Muhammed bin Saoed Al-Saoed - traden toe tot de regering. De leden van de beweging steunden de koning in diens conflict met de kroonprins, maar nadat het conflict tot een einde was gekomen raakte de koning bevreesd voor de pro-nasseristische ministers in zijn regering. De koning die niet werkelijk van plan was om het politieke systeem te hervormen dwong de nasseristische ministers tot aftreden. De vrije prinsen gingen vervolgens in ballingschap in de Egyptische hoofdstad Caïro, vanwaar zij oppositieactiviteiten tegenover het Saoedische regime ontplooiden. Als straf trok de Saoedische regering het paspoort van prins Talal in. Later vestigde Talal zich in Beiroet, de hoofdstad van Libanon.
Eind 1962 nam de groep rond Talal de naam Arabisch Nationaal Bevrijdingsfront aan. De revolutie in Noord-Jemen en de daaropvolgende burgeroorlog tussen de Arabisch nationalistische regering en de vroegere royalistische regering, waarbij Egypte de zijde koos van de nationalisten en de Saoedische regering de kant van de royalisten, deden Nasser ertoe besluiten de vrije prinsen nog meer te steunen. Hij hoopte dat het Bevrijdingsfront erin zou slagen om een volksopstand in Saoedi-Arabië uit te lokken en de regering te verdrijven. Het plan van Nasser om de monarchie in Saoedi-Arabië omver te werpen stuitte echter op verzet van de vrije prinsen, die slechts de instelling van een constitutionele monarchie en een liberale democratie voor ogen hadden. Hierna kwam het al snel tot een verwijdering tussen Nasser en de vrije prinsen, zeker nadat de eerste had opgeroepen tot moord op leden van het Saoedische koninklijke huis. 
In 1963 brak Tatal met Nasser, sprak zijn steun uit voor de hervormingen van kroonprins Faisal en in 1964 keerde hij weer naar Saoedi-Arabië terug. Tot een verzoening met Faisal, die inmiddels koning was geworden, zou het echter nooit komen. Zijn politieke carrière was ook tot een einde gekomen. Hij ging later werken voor Unicef. Pas aan het begin van de eenentwintigste eeuw liet hij weer op politiek vlak van zich horen toen hij opnieuw opriep tot de instelling van een constitutionele monarchie.

## Verwijzingen
1. ↑  Of: Vrije prinsenbeweging
2. ↑  Zo genoemd naar het centraal Arabisch plateau waarop de Saoedische hoofdstad Riyad is gebouwd.
3. ↑  J.E. Peterson: Historical Dictionary of Saudi Arabia, Rowman & Littlefield Lanham / Boulder / New York / Londen 20203, pp. 159-160
4. 1 2  France 24: Saudi "'Red Prince' still demanding reform at age 82" - 10 januari 2013
5. ↑  J.E. Peterson: Historical Dictionary of Saudi Arabia, Rowman & Littlefield Lanham / Boulder / New York / Londen 20203, p. 195